# كلية ستينهاردت للثقافة والتعليم والتنمية البشرية
مدرسة الإفلاج للثقافة والتعليم والتنمية البشرية هي واحدة من 18 قسماً مدرسياً داخل جامعة نيويورك، تأسست عام 1890، وتعتبر أقدم مدرسة تدريب للمعلمين في الولايات المتحدة كانت تعرف باسم كلية الحقوق بجامعة نيويورك للتربية والتعليم ليتغير ٱسمها في عام 2001.